# 강성희 (가수)
강성희(1975년 11월 25일 ~ )는 대한민국의 가수이다.